# Lasioglossum selma
Lasioglossum selma är en biart som beskrevs av Ebmer 2002. Lasioglossum selma ingår i släktet smalbin, och familjen vägbin. Inga underarter finns listade i Catalogue of Life.